# احمدآباد برادران
احمدآباد برادران یک روستا در ایران است که در دهستان گلستان (سیرجان) واقع شده‌است.